# Tercera División RFEF 2021-22 (Grupo XI)
La temporada 2021-22 del Grupo XI de la Tercera División RFEF de fútbol comenzó el 4 de septiembre de 2021 y finalizará el 1 de mayo de 2022. Posteriormente se disputará la promoción de ascenso entre el 8 y el 15 de mayo en su fase territorial, y el 22 de mayo en su fase nacional. Durante esta campaña es el quinto nivel de las Ligas de fútbol de España para los clubes de Islas Baleares, por debajo de la Segunda División RFEF y por encima de las ligas preferentes de Ibiza-Formentera, Mallorca y Menorca. Se trata de la primera edición bajo esta denominación después de la reestructuración de las categorías no profesionales por parte de la RFEF.

## Sistema de competición
Participan veintiún clubes en un único grupo. Se enfrentan todos contra todos en dos ocasiones -una en campo propio y otra en campo contrario- durante un total de 42 jornadas. El orden de los encuentros se decide por sorteo antes de empezar la competición. La Federación de Fútbol de las Islas Baleares es la responsable de designar las fechas de los partidos y los árbitros de cada encuentro, reservando al equipo local la potestad de fijar el horario exacto de cada encuentro.
Una vez finalizada la competición, el primer clasificado asciende directamente a Segunda División RFEF y se proclama campeón de Tercera RFEF.
Los clasificados entre el segundo y el quinto lugar disputan un Play Off territorial en formato de eliminatorias a partido único en sede neutral. En caso de empate el vencedor de la eliminatoria es el equipo mejor clasificado. El equipo vencedor de este Play Off se clasifica a la Promoción de ascenso a Segunda División RFEF que tiene carácter de final interterritorial.
Los últimos clasificados, por confirmar el número, descienden directamente a las ligas preferentes de Ibiza-Formentera, Mallorca o Menorca. Hay que tener en cuenta que existe la obligación federativa de conformar la Tercera RFEF para la temporada siguiente, la 2022-2023, en un máximo de 16 equipos; por lo que el número de descensos en esta temporada será proporcional a las necesidades de la Territorial de Baleares para ajustarse a ese número de equipos. 
El sistema de competición y las consecuencias clasificatorias fueron aprobadas por la RFEF.

## Ascensos y descensos
Los equipos que mantuvieron la categoría en la última temporada de Tercera División participan en la primera edición de Tercera División RFEF. Las posiciones de descenso indicadas son las absolutas de grupo, no de subgrupos de permanencia.
| Pos. | Ascendidos a 2.ª División RFEF |
| ---- | ------------------------------ |
| 1.º  | C. D. Ibiza Islas Pitiusas     |
| 2.º  | C. E. Andratx                  |
| 4.º  | S. D. Formentera               |

| Pos. | Descendidos de 2.ª División B |
| ---- | ----------------------------- |
| 15.º | U. D. Poblense                |

| Pos.     | Ascendidos de Ligas Preferentes |
| -------- | ------------------------------- |
| 1.ºGA ML | C. E. Campos                    |
| 1.ºGB ML | U. D. Rotlet Molinar            |
| 1.º ME   | C. E. Mercadal                  |
| 1.º IF   | C. D. Inter Ibiza               |
| 3.ºGA ML | U. D. Son Verí                  |
| 2.ºGB ML | C. D. Murense                   |
| 4.ºGB ML | C. D. Serverense                |

| Pos. | Descendidos a Ligas Preferentes |
| ---- | ------------------------------- |
| 17.º | U. E. Alcúdia                   |
| 18.º | C. D. Cardassar                 |
| 19.º | Santa Catalina Atlético         |
| 20.º | C. D. Ferriolense               |
| 21.º | C. D. Génova                    |
| 22.º | C. E. Esporles                  |

### Cambios de entrenadores
| Equipo | Entrenador (Jornadas) | Fecha de vacante | Tipo de salida | Posición en la tabla | Entrenador entrante | Fecha de nombramiento |
| ------ | --------------------- | ---------------- | -------------- | -------------------- | ------------------- | --------------------- |

## Participantes

### Información sobre los equipos participantes
| Equipo                 | Localidad                            | Estadio                  | Capacidad |
| ---------------------- | ------------------------------------ | ------------------------ | --------- |
| C. D. Binisalem        | Binisalem                            | Miquel Pons              | 2.000     |
| C. D. Campos           | Campos                               | Municipal de Campos      | 1.500     |
| U. D. Collerense       | Palma de Mallorca                    | Ca Na Paulina            | 1.000     |
| C. D. Constancia       | Inca                                 | Nuevo Campo de Inca      | 10.000    |
| C. D. Felanich         | Felanich                             | Es Torrentó              | 2.000     |
| Ibiza Sant Rafel F. C. | San Rafael de la Cruz                | Municipal de Sant Rafel  | 2.000     |
| Inter Ibiza C. D.      | Ibiza                                | Can Cantó                | 300       |
| C. D. Llosetense       | Lloseta                              | Es Puig                  | 2.000     |
| R. C. D. Mallorca "B"  | Palma de Mallorca                    | Son Bibiloni             | 1.500     |
| C. D. Manacor          | Manacor                              | Na Capellera             | 4.000     |
| C. E. Mercadal         | Mercadal                             | San Martí                | 1.000     |
| C. D. Murense          | Muro                                 | Municipal de Muro        |           |
| C. F. Playas de Calviá | Calviá                               | Polideportivo de Magaluf | 3.500     |
| U. D. Poblense         | La Puebla                            | Nuevo Campo              | 8.000     |
| S. D. Portmany         | San Antonio Abad                     | Municipal de San Antonio | 890       |
| U. D. Rotlet Molinar   | Palma de Mallorca                    | Molinar                  |           |
| C. D. Santañí          | Santañí                              | Municipal de Santañí     | 4.000     |
| P. E. Sant Jordi       | Sant Jordi de ses Salines (San José) | Kiko Serra               | 1.000     |
| C. D. Serverense       | Son Servera                          | Ses Eres                 | 800       |
| C. F. Sóller           | Sóller                               | Camp d'en Maiol          | 1.500     |
| U. D. Son Verí         | Lluchmayor                           | Municipal Arenal         |           |

| Binisalem Campos Collerense Constancia Felanich Sant Rafel Inter Llosetense Mallorca "B" Manacor Mercadal Murense Poblense Portmany Pl. Calviá Rotlet Molinar Santañí Sant Jordi Serverense Sóller Son Verí |

## Clasificación
| Pos. | Equipo                       | Pts. | PJ | G  | E  | P  | GF  | GC  | Dif. |                                                               |
| ---- | ---------------------------- | ---- | -- | -- | -- | -- | --- | --- | ---- | ------------------------------------------------------------- |
| 1    | R. C. D. Mallorca "B" (A, C) | 101  | 40 | 32 | 5  | 3  | 105 | 27  | +78  | Ascenso a Segunda División RFEF                               |
| 2    | C. D. Manacor                | 82   | 40 | 26 | 4  | 10 | 74  | 42  | +32  | Play-Offs Ascenso a Segunda División RFEF y Copa del Rey      |
| 3    | U. D. Poblense               | 80   | 40 | 24 | 8  | 8  | 89  | 24  | +65  | Play-Offs Ascenso a Segunda División RFEF y Copa RFEF         |
| 4    | C. F. Platges de Calvià      | 77   | 40 | 22 | 11 | 7  | 56  | 27  | +29  | Play-Offs Ascenso a Segunda División RFEF                     |
| 5    | C. D. Llosetense             | 75   | 40 | 22 | 9  | 9  | 62  | 36  | +26  | Play-Offs Ascenso a Segunda División RFEF                     |
| 6    | C. D. Santañí                | 75   | 40 | 23 | 6  | 11 | 66  | 46  | +20  |                                                               |
| 7    | C. E. Constància             | 69   | 40 | 20 | 9  | 11 | 54  | 38  | +16  |                                                               |
| 8    | P. E. Sant Jordi             | 68   | 40 | 20 | 8  | 12 | 57  | 46  | +11  |                                                               |
| 9    | S. D. Portmany               | 62   | 40 | 17 | 11 | 12 | 55  | 51  | +4   |                                                               |
| 10   | U. D. Collerense             | 58   | 40 | 17 | 7  | 16 | 45  | 49  | −4   |                                                               |
| 11   | C. F. Sóller                 | 57   | 40 | 16 | 9  | 15 | 46  | 52  | −6   |                                                               |
| 12   | C. D. Binissalem             | 51   | 40 | 13 | 12 | 15 | 40  | 44  | −4   |                                                               |
| 13   | C. E. Mercadal               | 45   | 40 | 11 | 12 | 17 | 54  | 51  | +3   |                                                               |
| 14   | Inter Ibiza C. D. (D)        | 43   | 40 | 12 | 7  | 21 | 51  | 62  | −11  | Descenso a Preferente de Ibiza-Formentera, Mallorca o Menorca |
| 15   | U. D. Rotlet Molinar (D)     | 42   | 40 | 11 | 9  | 20 | 35  | 53  | −18  | Descenso a Preferente de Ibiza-Formentera, Mallorca o Menorca |
| 16   | Ibiza Sant Rafel F. C. (D)   | 40   | 40 | 10 | 10 | 20 | 48  | 64  | −16  | Descenso a Preferente de Ibiza-Formentera, Mallorca o Menorca |
| 17   | C. E. Campos (D)             | 40   | 40 | 10 | 10 | 20 | 38  | 64  | −26  | Descenso a Preferente de Ibiza-Formentera, Mallorca o Menorca |
| 18   | C. D. Felanich (D)           | 38   | 40 | 9  | 11 | 20 | 43  | 65  | −22  | Descenso a Preferente de Ibiza-Formentera, Mallorca o Menorca |
| 19   | C. D. Serverense (D)         | 31   | 40 | 8  | 7  | 25 | 35  | 74  | −39  | Descenso a Preferente de Ibiza-Formentera, Mallorca o Menorca |
| 20   | C. D. Murense (D)            | 23   | 40 | 5  | 8  | 27 | 31  | 76  | −45  | Descenso a Preferente de Ibiza-Formentera, Mallorca o Menorca |
| 21   | U. D. Son Verí (D)           | 15   | 40 | 4  | 3  | 33 | 28  | 121 | −93  | Descenso a Preferente de Ibiza-Formentera, Mallorca o Menorca |

Actualizado a los partidos jugados el 1 de mayo de 2022.
 Fuente: Resultados Fútbol

## Tabla de resultados cruzados
| Local \ Visitante       | BIN | CAM | COL | CON | FEL | ISA | INT | LLO | MAL | MAN | MER | MUR | PLA | POB | POR | ROT | SAN | STJ | SER | SOL | SON  |
| ----------------------- | --- | --- | --- | --- | --- | --- | --- | --- | --- | --- | --- | --- | --- | --- | --- | --- | --- | --- | --- | --- | ---- |
| C. D. Binissalem        | —   | 1–1 | 2–0 | 0–2 | 0–0 | 4–1 | 1–0 | 0–0 | 1–2 | 0–2 | 0–0 | 0–3 | 0–2 | 0–0 | 3–1 | 0–0 | 1–2 | 0–0 | 3–1 | 1–0 | 4–0  |
| C. E. Campos            | 0–3 | —   | 1–3 | 0–2 | 1–1 | 0–0 | 2–0 | 0–1 | 1–2 | 3–1 | 1–1 | 1–1 | 0–2 | 1–4 | 0–1 | 1–0 | 1–2 | 0–3 | 0–0 | 1–1 | 3–1  |
| U. D. Collerense        | 0–1 | 0–1 | —   | 1–1 | 2–2 | 2–1 | 2–1 | 0–3 | 1–2 | 0–1 | 0–0 | 3–1 | 4–2 | 0–0 | 3–1 | 1–0 | 1–0 | 0–1 | 3–1 | 2–1 | 2–1  |
| C. E. Constància        | 2–1 | 1–1 | 2–0 | —   | 1–0 | 1–0 | 2–1 | 2–1 | 1–3 | 3–2 | 0–0 | 2–1 | 0–0 | 0–3 | 0–1 | 6–0 | 1–2 | 0–0 | 2–0 | 2–1 | 2–0  |
| C. D. Felanich          | 1–0 | 2–3 | 3–0 | 2–2 | —   | 0–0 | 0–1 | 1–1 | 1–7 | 1–2 | 0–1 | 2–1 | 1–3 | 0–1 | 2–2 | 1–0 | 0–4 | 0–2 | 1–1 | 0–1 | 4–0  |
| Ibiza Sant Rafel F. C.  | 0–0 | 1–1 | 2–0 | 1–2 | 1–2 | —   | 4–0 | 0–1 | 0–5 | 2–3 | 0–5 | 1–1 | 0–0 | 0–2 | 4–2 | 2–3 | 2–3 | 0–1 | 3–0 | 2–0 | 6–0  |
| Inter Ibiza C. D.       | 1–0 | 5–0 | 0–1 | 1–0 | 1–1 | 1–2 | —   | 1–4 | 1–2 | 1–2 | 2–0 | 2–1 | 1–1 | 0–3 | 1–1 | 0–0 | 1–3 | 4–1 | 2–2 | 3–1 | 5–0  |
| C. D. Llosetense        | 1–1 | 1–0 | 0–2 | 2–1 | 2–1 | 1–0 | 0–3 | —   | 1–4 | 1–0 | 2–0 | 1–0 | 1–2 | 1–1 | 1–2 | 3–0 | 2–2 | 3–2 | 3–0 | 1–0 | 1–1  |
| R. C. D. Mallorca "B"   | 1–0 | 4–0 | 2–0 | 1–3 | 2–0 | 4–0 | 3–0 | 1–0 | —   | 3–0 | 2–0 | 4–0 | 2–2 | 2–1 | 1–3 | 3–0 | 4–0 | 2–1 | 2–1 | 4–0 | 12–0 |
| C. D. Manacor           | 0–2 | 1–0 | 3–0 | 3–1 | 2–0 | 2–0 | 3–1 | 0–1 | 1–1 | —   | 2–1 | 5–0 | 0–2 | 0–3 | 1–0 | 2–2 | 2–1 | 3–0 | 4–0 | 1–0 | 3–0  |
| C. E. Mercadal          | 3–1 | 1–2 | 1–1 | 1–0 | 0–1 | 1–1 | 3–3 | 2–2 | 0–1 | 2–3 | —   | 0–0 | 0–1 | 1–3 | 0–1 | 2–2 | 1–1 | 0–1 | 4–0 | 5–1 | 2–1  |
| C. D. Murense           | 1–2 | 1–0 | 2–0 | 2–0 | 2–2 | 1–1 | 0–2 | 0–5 | 1–2 | 2–3 | 0–4 | —   | 0–2 | 1–2 | 0–1 | 0–0 | 3–4 | 1–2 | 0–1 | 0–4 | 1–1  |
| C. F. Platges de Calvià | 1–1 | 3–0 | 0–3 | 3–1 | 1–1 | 5–0 | 1–0 | 1–0 | 0–1 | 1–1 | 0–2 | 0–0 | —   | 0–3 | 3–1 | 1–0 | 0–0 | 2–0 | 2–0 | 1–1 | 6–0  |
| U. D. Poblense          | 6–0 | 3–0 | 3–0 | 1–1 | 5–0 | 1–2 | 3–0 | 0–1 | 0–4 | 2–0 | 3–0 | 4–0 | 0–1 | —   | 4–0 | 4–0 | 0–1 | 2–1 | 4–0 | 0–0 | 7–0  |
| S. D. Portmany          | 2–0 | 1–1 | 0–0 | 0–1 | 4–2 | 2–2 | 0–0 | 0–2 | 1–1 | 5–3 | 2–1 | 3–0 | 0–0 | 0–0 | —   | 2–0 | 3–2 | 0–0 | 1–2 | 0–2 | 4–1  |
| U. D. Rotlet Molinar    | 4–2 | 1–0 | 3–0 | 1–1 | 2–1 | 2–1 | 3–0 | 0–2 | 0–2 | 0–0 | 1–1 | 1–2 | 0–1 | 1–2 | 0–1 | —   | 0–4 | 0–1 | 0–1 | 3–0 | 1–0  |
| C. D. Santañí           | 0–1 | 1–2 | 2–1 | 0–0 | 1–2 | 1–0 | 2–0 | 3–3 | 2–1 | 0–3 | 0–1 | 2–0 | 1–0 | 1–0 | 5–2 | 1–0 | —   | 2–0 | 2–2 | 0–1 | 1–0  |
| P. E. Sant Jordi        | 1–1 | 2–3 | 0–1 | 1–0 | 2–1 | 2–2 | 2–0 | 1–1 | 1–1 | 0–2 | 4–3 | 3–1 | 0–1 | 2–1 | 1–0 | 2–1 | 4–1 | —   | 2–0 | 3–3 | 2–1  |
| C. D. Serverense        | 1–1 | 2–1 | 1–2 | 0–1 | 3–2 | 1–2 | 0–3 | 0–3 | 1–1 | 0–1 | 2–1 | 1–0 | 0–1 | 2–2 | 0–2 | 0–1 | 1–3 | 0–2 | —   | 0–1 | 5–1  |
| C. F. Sóller            | 2–1 | 4–2 | 0–0 | 0–3 | 1–0 | 2–0 | 2–0 | 1–0 | 1–2 | 0–2 | 1–2 | 1–0 | 1–0 | 1–1 | 1–1 | 0–0 | 0–3 | 2–1 | 4–3 | —   | 2–0  |
| U. D. Son Verí          | 0–1 | 0–3 | 1–4 | 1–2 | 0–2 | 0–2 | 4–3 | 1–3 | 1–2 | 1–5 | 3–2 | 2–1 | 1–2 | 0–5 | 1–2 | 0–3 | 0–1 | 1–3 | 1–0 | 2–2 | —    |

### Máximos goleadores
| Pos. | Jugador         | Equipo                | Goles |
| ---- | --------------- | --------------------- | ----- |
| 1º   | Ander Montori   | C. D. Llosetense      | 26    |
| 2º   | Ibrahim Diabate | R. C. D. Mallorca "B" | 24    |
| 3º   | Joan Roig       | C. D. Manacor         | 19    |
| 4º   | Nico            | C. D. Manacor         | 18    |
| 5º   | Antoni Peñafort | U. D. Poblense        | 15    |

## Play Off de Ascenso a Segunda División RFEF
En caso de empate a la conclusión de los 90 minutos, de conformidad con la disposición quinta de las presentes bases de competición, se disputará una prórroga de dos partes de 15 minutos cada una y, si prosiguiese el empate al término de la misma, se proclamará vencedor al equipo que hubiese obtenido mejor posición en la fase regular.
Equipos clasificados
- 4 equipos

| Pos. | Grupo XI               |
| ---- | ---------------------- |
| 2.°  | C. D. Manacor          |
| 3.°  | U. D. Poblense         |
| 4.°  | C. F. Playas de Calviá |
| 5.°  | C. D. Llosetense       |

|  | Semifinales            | Semifinales       |                |               | Final              | Final              |  |
|  | 8 de mayo de 2022      | 8 de mayo de 2022 |                |               | 15 de mayo de 2022 | 15 de mayo de 2022 |  |
|  |                        |                   |                |               |                    |                    |  |
|  |                        |                   |                |               |                    |                    |  |
|  | C. D. Manacor          | 4                 |                |               |                    |                    |  |
|  | C. D. Manacor          | 4                 |                |               |                    |                    |  |
|  | C. D. Llosetense       | 1                 |                |               |                    |                    |  |
|  | C. D. Llosetense       | 1                 |                | C. D. Manacor | 2                  |                    |  |
|  |                        |                   |                | C. D. Manacor | 2                  |                    |  |
|  |                        |                   | U. D. Poblense | 1             |                    |                    |  |
|  | U. D. Poblense (t. s.) | 1                 | U. D. Poblense | 1             |                    |                    |  |
|  | U. D. Poblense (t. s.) | 1                 |                |               |                    |                    |  |
|  | C. F. Playas de Calviá | 1                 |                |               |                    |                    |  |
|  | C. F. Playas de Calviá | 1                 |                |               |                    |                    |  |
|  |                        |                   |                |               |                    |                    |  |

## Clasificado a la Copa del Rey
| Bandera de las Islas Baleares |
| C. D. Manacor                 |
| 2º Grupo                      |

Nota: Hay posibilidad de que el subcampeón u otro clasificado posterior se clasifique a la Copa del Rey siempre que no sea un equipo filial.